# Poyen, Arkansas
Poyen, Arkansas (енгл. Poyen) град је у америчкој савезној држави Арканзас.

## Демографија
По попису из 2010. године број становника је 290, што је 18 (6,6%) становника више него 2000. године.
| Група             | 2000.       | 2010.       |
| Белци             | 259 (95,2%) | 274 (94,5%) |
| Афроамериканци    | 5 (1,8%)    | 4 (1,4%)    |
| Азијати           | 0 (0,0%)    | 0 (0,0%)    |
| Хиспаноамериканци | 5 (1,8%)    | 14 (4,8%)   |
| Укупно            | 272         | 290         |